# The Hellcat Spangled Shalalala
«The Hellcat Spangled Shalalala» es una canción de la banda inglesa de Indie rock Arctic Monkeys, lanzado como el segundo sencillo de su cuarto álbum de estudio Suck It and See, cuyo formato fue un vinilo de 7 ", lanzado el 15 de agosto de 2011.
El vinilo de 7 " cuenta con solo un lado B titulado " Little Illusion Machine (Wirral Riddler) " y se le atribuye a Miles Kane y a The Death Ramps. The Death Ramps es un seudónimo adoptado anteriormente por la banda cuando lanzaron un disco de vinilo de edición limitada con "Teddy Picker" Lado B "Nettles" y "The Death Ramps" en 2007.
El video musical del sencillo se estrenó el 7 de julio de 2011 en YouTube. Fue dirigido por Focus Creeps, en el video aparecen pequeños cortometrajes de la banda por su gira en los Estados Unidos, más específico, Los Ángeles, California. También aparece la modelo Scarlett Kapella como "arpía".
El 8 de agosto de 2011 la mayor parte de los vinilos fue destruida en un incendio provocado en el almacén del PIAS Entertainment Group, durante los disturbios de Londres 2011. Dañando severamente la comercialización del sencillo. La limitada cantidad de inventario restante fue lanzado exclusivamente en el sitio web de la banda.

## Lista de canciones
Todas las canciones escritas y compuestas por Alex Turner. 
| 7"  |                                                                         |          |  |
| N.º | Título                                                                  | Duración |  |
| 1.  | «The Hellcat Spangled Shalalala»                                        | 3:00     |  |
| 2.  | «Little Illusion Machine (Wirral Riddler)» (Arctic Monkeys, Miles Kane) | 3:11     |  |

| Descarga digital |                                            |          |  |
| N.º              | Título                                     | Duración |  |
| 1.               | «The Hellcat Spangled Shalalala»           | 3:00     |  |
| 2.               | «Little Illusion Machine (Wirral Riddler)» | 3:11     |  |

## Posicionamiento
| Listas (2011)                               | Posiciones |
| ------------------------------------------- | ---------- |
| Bélgica (Flandes) (Ultratip Bubbling Under) | 15         |
| Reino Unido (UK Indie Chart)                | 18         |

## Lanzamiento
| Country     | Release date         | Format           | Label          |
| ----------- | -------------------- | ---------------- | -------------- |
| Reino Unido | 12 de agosto de 2011 | Descarga digital | Domino Records |